# Muros da Paz

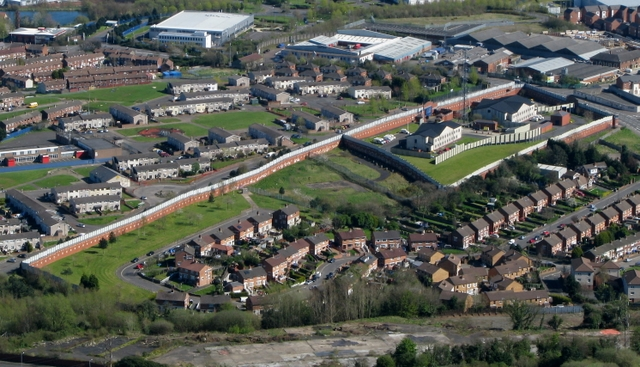
Um Muro da Paz de 5,5 metros de altura ao longo da Rua Springmartin em Belfast, com uma delegacia de polícia fortificada em uma extremidade.

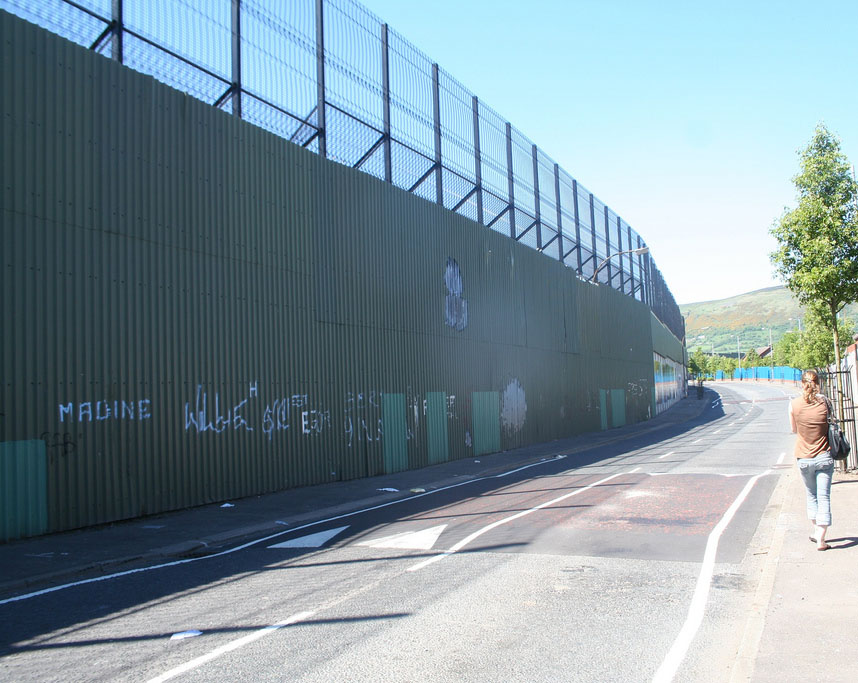
O Muro da Paz ao longo do Cupar Way em Belfast, visto do lado predominantemente protestante.

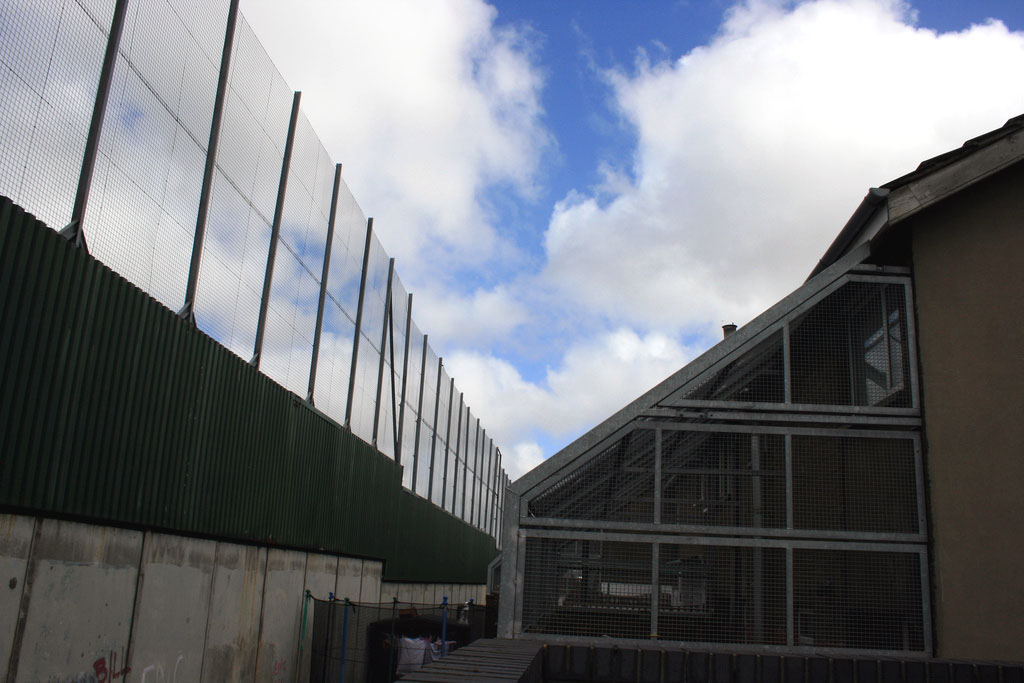
O Muro da Paz em Bombay Street/Cupar Way, em Belfast, visto do lado predominantemente católico.

As linhas de paz ou muros de paz são uma série de barreiras de separação na Irlanda do Norte que separam os bairros católicos predominantemente republicanos e nacionalistas dos bairros protestantes predominantemente lealistas e unionistas. Eles foram construídos em áreas de interface urbanas em Belfast, Derry, Portadown e em outros lugares. O propósito declarado das linhas de paz é minimizar a violência inter-comunal entre os católicos (a maioria dos quais são nacionalistas que se identificam como irlandeses) e protestantes (cuja maioria são unionistas que se identificam como britânicos).

## Estrutura
As linhas de paz variam em comprimento de algumas centenas de metros para mais de 5 km. Eles podem ser feitos de ferro, tijolo e/ou aço e têm até 8 m de altura. Alguns são equipados por portões (às vezes monitorados pela polícia) que permitem a passagem durante o dia, mas são fechados à noite.
A maioria dos muros de paz está localizada em Belfast, mas eles também existem em Derry, Portadown e Lurgan.

## História
Embora tenham sido construídos muros de paz temporários em Belfast nos anos 1920 (em Ballymacarett) e nos anos 1930 (em Sailortown), as primeiras linhas de paz da era dos conflitos da Irlanda do Norte foram construídas em 1969, após a eclosão da agitação civil e as revoltas da Irlanda do Norte em 1969. Eles foram inicialmente construídos como estruturas temporárias, mas devido à sua natureza efetiva, eles se tornaram mais amplos, longos, numerosos e mais permanentes. Originalmente poucos, eles se multiplicaram ao longo dos anos, passando de 18 no início dos anos 90 para 59 em 2017. No total eles se estendem por mais de 34 km, com a maioria localizada em Belfast. Eles foram aumentados em altura e número desde o Acordo da Sexta-Feira Santa de 1998. Três quartos das 97 linhas de paz e estruturas similares em Belfast (como portões e estradas fechadas) estão no norte e oeste da cidade. Estas são também as áreas mais pobres e desfavorecidas de Belfast. 67% das mortes durante a violência sectária ocorreram a cerca de 500 metros de uma dessas "estruturas de interface".
Nos últimos anos, eles se tornaram pontos turísticos. Táxis levam grupos de turistas ao redor das linhas de paz de Belfast, locais históricos e murais famosos.
As linhas de paz mais proeminentes dos últimos anos separam a área nacionalista de Falls Road e as áreas unionistas de Shankill Road, no oeste de Belfast; a nacionalista Short Strand das áreas unionistas de Cluan Place de East Belfast; a protestante Corcrain Road e a católica Orbins em Portadown; e a unionista Fountain State e a área nacionalista da Bishop Street de Derry.
Em 2008 teve início uma discussão pública sobre como e quando as linhas de paz poderiam ser removidas. Em 1 de setembro de 2011, a Câmara Municipal de Belfast concordou em desenvolver uma estratégia para a remoção dos muros de paz. Em 2012 foi divulgado um estudo indicando que 69% dos moradores acreditam que os muros da paz ainda são necessários por causa da violência potencial. No final de 2011 várias iniciativas da comunidade local resultaram na abertura de várias estruturas de interface durante um período experimental.
Em janeiro de 2012, o Fundo Internacional para a Irlanda lançou um programa de financiamento de Muros da Paz para apoiar as comunidades locais que querem começar a remover os muros da paz. Em maio de 2013, o Executivo da Irlanda do Norte comprometeu-se com a remoção de todas as linhas de paz por consentimento mútuo até 2023.
Em 2017, o Belfast Interface Project publicou um estudo intitulado "Interface Barriers, Peacelines & Defensive Architecture" que identificou 97 muros, barreiras e interfaces em Belfast. A história do desenvolvimento dessas estruturas pode ser encontrada no Peacewall Archive.
Em setembro de 2017, o Departamento de Justiça da Irlanda do Norte publicou seu Programa de Interface, estabelecido para cumprir o compromisso assumido pelo Executivo da Irlanda do Norte de remover todas as estruturas da Interface até 2023 sob a Estratégia Juntos: Construindo uma Comunidade Unida.
Em setembro de 2019, uma série de eventos está sendo planejada em Belfast para marcar o aniversário de 50 anos de linhas de paz na cidade.